# Председнички избори у САД 2008.
Избори за председника САД одржани су 4. новембра 2008. године. Кандидати две највеће странке у Сједињеним Држава су били кандидат Републиканске странке Џон Мекејн, сенатор из Аризоне, и кандидат Демократске странке Барак Обама, сенатор из Илиноиса. Кандидати за потпредседника су били Сара Пејлин, гувернер Аљаске, из Републиканске странке и Џо Бајден, сенатор из Делавера, из Демократске странке.
Избори за председника су се делимично поклопили са изборима за Сенат 2008. у 33 државе и са изборима за Представнички дом у свим државама.
Победу је однео кандидат Демократске странке Барак Обама. Он је инаугурисан 20. јануара 2009. године.

## Главни кандидати
| Lp. | Слика | Име         | Слика | Кандидат за потпредседника | Странка               |
| --- | ----- | ----------- | ----- | -------------------------- | --------------------- |
| 1.  |       | Џон Мекејн  |       | Сара Пејлин                | Републиканска странка |
| 2.  |       | Барак Обама |       | Џо Бајден                  | Демократска странка   |

## Остали кандидати
- Синтија Мекини, бивша демократска конгресменка из Џорџије - Странка зелених
- Боб Бар, бивши републикански конгресмен из Џорџије - Либертаријанска странка
- Ралф Нејдер, заштитник потрошача - независни
- Алан Киз, бивши републикански амбасадор при УН - Америчка независна странка
- Чарлс Болдвин, свештеник - Уставна странка
- Брајан Мур, политичар - Социјалистичка партија САД
- Џон Едвардс,Бивши сенатор из Северне Каролине

- Чарлс Џеј, боксер - Странка бостонске чајанке
- Џин Амондсон, пејзажни сликар - Странка прохибиције
- Тед Вел, политичар - Реформаторска странка
- Глорија Ларива, политички активиста - Странка за социјализам и слободу
- Роџер Калеро, новинар - Социјалистичка радничка партија
- Томас Стивенс, политички аналитичар - Објективистичка странка

## Резултати
| Кандидат         | Странка                 | Гласови     | Гласови | Електори |
| Кандидат         | Странка                 | Број        | %       | Електори |
| ---------------- | ----------------------- | ----------- | ------- | -------- |
| Барак Обама      | Демократска странка     | 66.882.230  | 52,8%   | 365      |
| Џон Мекејн       | Републиканска странка   | 58.343.671  | 46,0%   | 173      |
| Ралф Нејдер      | —                       | 698.798     | 0,6%    | 0        |
| Боб Бар          | Либертаријанска странка | 511.324     | 0,4%    | 0        |
| остали кандидати |                         | 438.047     | 0,3%    | 0        |
| укупно           |                         | 126.686.145 | 100%    | 538      |